# Aline de Saint-Hubert

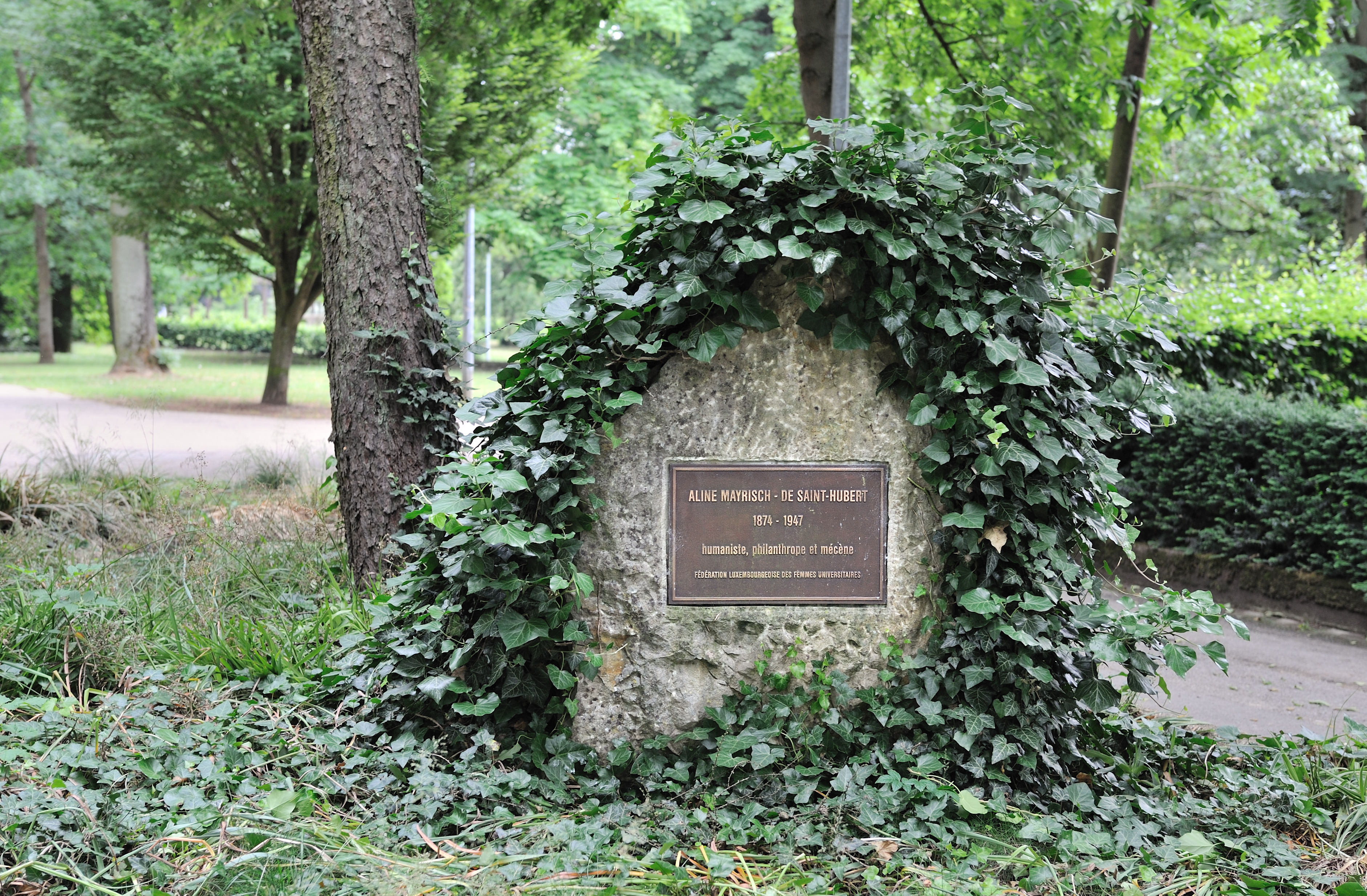
Monument ter herinnering aan Aline Mayrisch-de Saint-Hubert, bij het hoofdkantoor van het Luxemburgse Rode Kruis

Maria Julie Aline (Aline) Mayrisch-de Saint-Hubert (Luxemburg-Stad, 22 augustus 1874 – Cabris, 20 januari 1947) was een Luxemburgs auteur, voortrekker binnen de Luxemburgse vrouwenbeweging en voorzitter van het Luxemburgse Rode Kruis.

## Biografie
Aline de Saint-Hubert, Loup voor intimi, was een dochter van houthandelaar Georges Léopold Xavier de Saint-Hubert en Marie Elise Julie Mongenast. Ze bezocht de middelbare school Sainte Sophie in Luxemburg-Stad en ging twee jaar naar het internaat Sartorius in Bonn. Een opleiding aan het hoger onderwijs zat er voor haar niet in. In 1894 trouwde ze met Émile Mayrisch (1862-1928), hij was actief in de staalindustrie en werd later directeur van ARBED. Het echtpaar kreeg twee kinderen, onder wie Andrée Viénot (1901-1976) die een Frans politica werd. 
Aline Mayrisch was geïnteresseerd in alles wat met kunst, letteren en wetenschappen te maken heeft. Ze beschouwde zichzelf als een bemiddelaar tussen de Franse en Duitse culturele sferen. Vanaf 1898 schreef ze artikelen over Duitse schilders en boekbesprekingen voor het Belgische avant-garde tijdschrift L'Art moderne, onder redactie van Octave Maus. Ze publiceerde onder meer in 1903 een essay over L'Immoraliste van André Gide, met wie ze bevriend raakte. In de Nouvelle Revue française publiceerde ze onder meer het autobiografische reisverslag Paysages de la trentième année (1911), onder het pseudoniem Alain Desportes, introduceerde ze Rainer Maria Rilke bij het Franstalig publiek en schreef ze artikelen over de intellectuele situatie in Duitsland na de Eerste Wereldoorlog. Verder schreef ze onder meer in het Jahrbuch der bildenden Kunst en het Escher Tageblatt. Ze vertaalde ook werk van anderen van het Duits naar het Frans, waaronder de preken van de laatmiddeleeuwse mysticus Meester Eckhart.
Mayrisch-de Saint-Hubert was actief op het gebied van sociaal welzijn en vrouwenrechten, ze richtte zich met name op de zorg voor en educatie van vrouwen en kinderen. Ze was medeoprichter van de Association pour les intérêsts de la femme (1905), die vrouwen juridische en professionele ondersteuning bood. Ze zette zich in voor de oprichting van het Lycée de jeunes filles à Luxembourg (1909), opende het Centre de placement familial de Rédange (1928) en maakte zich sterk voor de oprichting en bouw van het Maternité Grande-Duchesse Charlotte (1936). In 1914 richtten Émile en Aline Mayrisch het Luxemburgse Rode Kruis op. Hij werd vicevoorzitter zij werd in 1923 lid van de Raad van Bestuur en voorzitter van de subcommissie voor kinderopvang. Na de dood van haar man volgde ze hem in 1928 op als vicevoorzitter, in 1933 werd ze benoemd tot voorzitter. In 1919 werd Aline Mayrisch bestuurslid en later vicevoorzitter van de Lique luxembourgeoise contre la Tuberculose, waar ze verantwoordelijk was voor sturing van de verpleegkundigen.
Tijdens de Eerste Wereldoorlog liet de familie Mayrisch hun huis in Dudelange door het Rode Kruis gebruiken als hospitaal, Aline hielp ook zelf bij de verzorging van de gewonden. In 1917 kocht het echtpaar het kasteel Colpach, dat door architect Sosthène Weis werd uitgebreid. Het gezin verhuisde in 1920 naar het landgoed en ontving in hun 'Cercle de Colpach' in de loop der jaren tal van intellectuelen, kunstenaars en politici, onder wie Marie Delcourt, André Gide, Annette Kolb, Walther Rathenau, Jean Schlumberger en Théo Van Rysselberghe. Hun bezoeken werden bijgehouden in een bewaard gebleven gastenboek. In 1928 kwam Émile bij een auto-ongeluk om het leven. Vanaf de jaren 30 gaf Aline morele en materiële steun aan vrienden die te maken kregen met de nationaalsocialistische vervolging. Aan de vooravond van Tweede Wereldoorlog verhuisde Aline Mayrisch naar haar huis La Messuguière in het Franse Cabris.
Aline Mayrisch-de Saint-Hubert overleed in Cabris op 72-jarige leeftijd, ze werd begraven in Colpach. Ze legateerde kasteel Colpach aan het Rode Kruis.

## Erkenning
In Leudelange werd een straat naar Aline Mayrisch-de Saint-Hubert vernoemd. Ter gelegenheid van haar 125e geboortedag gaf de Luxemburgse Post in 1999 een postzegel uit met haar portret. In 2011 opende het Lycée Aline Mayrisch op de Campus Geesseknäppchen in Luxemburg-Stad.
Bij het hoofdkantoor van het Luxemburgse Rode Kruis, niet ver van het door haar opgerichte Lycée Robert Schuman en de Maternité Grande-Duchesse Charlotte, werd op initiatief van de Fédération luxembourgeoise des femmes universitaires een monument geplaatst.